# It's a Small World (album)
It's a Small World è il quindicesimo album della flautista Berdien Stenberg.

## Tracce
1. Can You Feel the Love Tonight – 3:57
2. Hakuna Matata – 3:58
3. Colours of the Wind – 4:07
4. Snow White And the Seven Dwarfs – 2:48
5. Theme Beauty And the Beast – 5:42
6. Zip-A-Dee-Doo-Dah – 2:50
7. Pocahontas (medley) – 3:19
8. Cinderella – 2:44
9. The Jungle Book (medley) – 3:20
10. A Whole New World – 4:12
11. Mary Poppins – 3:50
12. When You Wish Upon a Star – 2:50
13. Some Day My Prince Will Come – 2:40
14. Disneyland (medley) – 3:50